# Резолюция 99 на Съвета за сигурност на ООН
Резолюция 99 на Съвета за сигурност на ООН е приета единодушно на 12 август 1953 по повод внесената оставка на съдията от Международния съд Сергей Александрович Голунски.
Като заявява, че съдия Голунски е представил оставката си поради влошено здравословно състояние, Съветът за сигурност отбелязва, че по този начин едно от местата в Съда би останало овакантено до края на мандата на съдия Голунски, поради което то трябва да бъде запълнено съгласно Статута на Международния съд. Като подчертава, че съгласно чл. 14 от Статута на Международния съд изборът на нов съдия трябва да бъде насрочен от Съвета за сигурност, Съветът постановява, че изборът за запълване на овакантеното съдийско място ще бъде проведен по време на осмата сесия на Общото събрание на ООН.
Тъй като липсват всякакви възражения по въпроса, председателят на Съвета за сигурност обявява Резолюция 99 за приета единодушно.